# We Happy Few
We Happy Few ist ein Action-Adventure-Computerspiel aus dem Jahr 2018, das von Compulsion Games entwickelt und von Gearbox Publishing für Microsoft Windows, PlayStation 4 und Xbox One veröffentlicht wurde. Zuvor wurde die Windows-Version bereits 2016 im Early Access veröffentlicht.

## Handlung und Charaktere

### Vorgeschichte
Die Handlung des Science-Fiction-Thrillers spielt im retrofuturistischen England (Europa) zur Zeit des Kalten Kriegs in den 1960er-Jahren nach einer Alternativweltgeschichte, in der die Deutschen den
Zweiten Weltkrieg gewonnen haben. Irgendwann taten die Bewohner der Insel etwas so Schlimmes, dass sie freiwillig frei von der Besatzung auf der Insel leben durften. Um der Schuld und den quälenden Gedanken an die Tat zu entfliehen, begannen die Bewohner die Droge Joy zu konsumieren, um glücklicher zu werden.
Dabei übernimmt der Spieler die Rolle eines von drei rebellischen Charakteren, die Aufgaben erfüllen müssen und versuchen der fiktionalen Stadt Wellington Walls zu entkommen. Diese entpuppt sich nämlich als eine bröckelnde Dystopie am Rande des gesellschaftlichen Zusammenbruchs, da die Bewohner die halluzinogene Droge Joy übernutzen, die sie glücklich hält und sie die Wahrheit über ihre Welt vergessen lässt. Dadurch glauben die Bewohner, sie leben in einer Utopie und sind leichter manipulierbar und zeigen mangelnde Moral, was dazu führt, dass sie zu nicht fröhlichen Menschen grausam sind. All die, die nicht Joy nehmen, wurden aus Wellington Wells ausgestoßen und die, die freiwillig verzichten, gelten als Downer und damit Feinde, die mit Joy gefüllt werden oder getötet werden sollen.

### Arthur Hastings
Arthur Hastings ist der erste spielbare Charakter und Zensor der Stadtverwaltung und soll die Bewohner von unerwünschten Gedanken und Einflüssen bewahren, indem er Zeitungen zensiert. Bei der Durchsicht alter Zeitungsartikel stößt er dabei auf einen Bericht über seinen Bruder Percy. Da die Joy-Dosis zu der Zeit nachlässt, erinnert er sich an den Tag, als Percy verschwand und angeblich nach Deutschland geschickt wurde. So setzte er regelwidrig seine Dosis vollständig ab, um herauszufinden was mit Percy passiert ist. Dabei wird er mit der düsteren Realität konfrontiert, die er vorher nur unter der fröhlichen Maske sah und von seinen Arbeitskollegen verpfiffen und seiner Chefin Victoria Byng als „Downer“ bezeichnet, woraufhin er von Bobbys, einer böse grinsenden Variante der englischen Straßenpolizei verfolgt wird.
Durch Versorgungstunnel kann er in den Garden District entkommen und sieht, dass in Wellington Wells einiges schiefläuft. So pumpt sich die Bevölkerung auf den stark besiedelten Inseln Maidenholm, Parade und St. George’s Holm mit Drogen zu und erweist sich als ignorant und unwissend, während der restliche Teil, bestehend aus verlassenen Dörfern und bröckelnden Ruinen, verrosteten Autowracks und Giftmülldeponien von Elend, düsterer Melancholie, Verzweiflung und Traurigkeit geplagt ist. Die Freudlosen können zwar zurück zur Stadt, doch werden meist durch eine Allergie gegen die Droge daran gehindert an dem sorgenfreien Leben teilzuhaben und die freiwilligen Verzichter gelten als Downer und damit potenzielle Feinde. Gemeinsam mit weiteren Charakteren wie Sally und Ollie deckt Arthur verschwiegene Wahrheiten in den einzelnen Orten auf.
Es wird schließlich offenbart, dass die „sehr schlechte Sache“ in Wellington Wells war, dass die Bevölkerung alle Kinder, die 13 Jahre und jünger waren, zu den Deutschen im Austausch für ihre Freiheit schicken ließ. Arthur (der damals dreizehn war) erinnert sich, dass er seine Identität mit der von Percy getauscht hatte, so dass die Deutschen ihn stattdessen nehmen konnten. Er stellt fest, dass die deutschen Panzer, die einst die Einwohner der Stadt bedrohten, aus Pappmaché bestanden und dass die Bevölkerung Widerstand leisten konnte. Er erfährt auch, dass Wellington Wells langsam auseinanderfällt; die Infrastruktur der Stadt versagt, ein Pestausbruch hat stattgefunden und Joy weniger effektiv wird, so dass der Wissenschaftler Anton Verloc eine neue Version von Joy erforscht, um die Bevölkerung dauerhaft fröhlich zu machen und sie in einer endlosen Euphorie zu halten.
Schließlich erreicht Arthur eine Eisenbahnbrücke, die aus Wellington Wells herausführt. Im Epilog, nachdem die Kapitel von Sally und Ollie abgeschlossen sind, hat der Spieler die Wahl, Arthur Wellington Wells verlassen zu lassen und seine Suche nach Percy fortzusetzen oder seine Freude anzunehmen und sich der Bevölkerung in ihrer Ignoranz anzuschließen.

### Sally Boyle
Sally Boyle ist eine hervorragende Chemikerin, die von ihren Mitmenschen geliebt und bewundert wird und Arthurs Jugendschwarm. Allerdings verbirgt sie ein dunkles Geheimnis. Sie arbeitet an einer neuen Sorte von Joy in ihrem eigenen Laboratorium, nachdem sie von Anton Verloc entlassen worden ist. Sally wird von der Polizei bedroht, die Leute mit Joy zu versorgen und ist gezwungen, die Stadt nach neuen Zutaten zu durchsuchen, um eine neue Ladung zu produzieren.
Sie ist auch die heimliche Mutter des ersten Babys Gwen, das in Wellington Wells geboren wurde. Als Gwen an Masern erkrankt ist, bittet Sally Arthur, den Protagonist des ersten Aktes und ihren Freund aus Kindertagen, eine Flasche Lebertran zu finden. Arthur, der nicht weiß, dass es für Gwen ist, stimmt im Gegenzug für einen Brief von General Robert Byng, Sallys größtem Gönner und gelegentlichen Geliebten, zu. Schließlich erinnert sich Sally daran, wie ihre Mutter ihre Familie vergiftete, als sie und ihre Geschwister nach Deutschland gebracht werden sollten. Sally blieb als einzige Überlebende zurück.
Arthur liefert die Zutat und erwägt, Sally bei seiner Flucht begleiten zu lassen, aber als sie ihm von Gwen erzählt, ändert er seine Meinung und geht. Entschlossen aus Wellington Wells mit Gwen zu fliehen, will Sally General Byngs persönliches Boot in der Nähe seines Militärstützpunktes stehlen. Sie überredet Dr. Faraday, einen neuen Motor für das Boot zu bauen, allerdings gelingt es ihr nicht, den Schlüssel zu stehlen, da sie in eine Falle tappt.
Sie erwacht und befindet sich mit General Byng in seinem Versteck, da er beabsichtigt Sally gefangen zu halten, bis die Probleme in Wellington Wells gelöst sind. Währenddessen wird Gwen auf das Festland geschickt. Sally weigert sich zu kooperieren und kämpft gegen Byng, nimmt danach den Schlüssel zum Boot und verriegelt ihn im Tresor. In der Nacht schleicht Sally Gwen zum Boot und fährt es aus Wellington Wells.

### Ollie Starkey
Ollie Starkey ist ein kauziger fluchender Schotte und ehemaliger Soldat der British Army, der direkt unter dem General gedient hat. Im Gegensatz zur beliebten Sally wird er von seinen Mitmenschen verachtet und er hört Stimmen, die gar nicht da sind und lebt im Gartendistrikt. Seine Tochter Margaret ist bei der „sehr schlimmen Sache“ gestorben.
Nachdem er Arthur geholfen hat, entscheidet er, sich auf die Suche nach General Byng zu machen und ihn über die Panzer aus Pappmaché aufzuklären. Als er ihn erreicht hat, gibt dieser an, davon die ganze Zeit gewusst zu haben, aber still geblieben zu sein, um eine Rebellion zu vermeiden, von der er annahm, dass sie erfolgreich gewesen wäre und Ollie es eigentlich auch wüsste. Er versucht, durch die Tochter des Generals Victoria an weitere Informationen zu gelangen und findet heraus, dass auch sie Bescheid wusste und klärt sie über weitere Missstände auf. Nachdem er sie freilässt, flüchtet sie und Ollie entscheidet sich schließlich, Onkel Jack, den freundlichen und gefeierten Propagandisten von Wellington Wells, zu konfrontieren. Er infiltriert sein Rundfunkstudio über dem Rathaus, findet aber heraus, dass Jack vermisst wird.
So spielt Ollie ein Band seiner letzten, aber unveröffentlichten Sendung ab, die ihn wahnsinnig werden lässt, als er die schlimme Situation der Stadt erkennt und sich an seine Tochter Margaret erinnert. Ollie erkennt schließlich, dass seine Margaret eigentlich Jacks Tochter war und Jack versucht hatte, sie vor den Deutschen zu verstecken, aber Ollie (der ihr Nachbar war und Jack wegen seiner Zusammenarbeit mit den Achsenmächten hasste) darüber informierte und sie auf der Flucht erschossen wurde.
Schuldgeplagt ließ er Sally Boyle vor einem Jahr einen Trank machen, um seine Erinnerungen verschwimmen zu lassen. Ollie überträgt das unveröffentlichte Band in die Stadt und erweckt die Bevölkerung. Dann verabschiedet er sich von Margaret und baut einen Heißluftballon, mit dem er aus Wellington Wells fliegt.

## Spielprinzip

### Spielwelt und Stil
We Happy Few ist ein Rogue-like-Action-Adventure, das aber auch Elemente aus einem Computer-Rollenspiel, Ego-Shooter, Puzzle, Survival Horror und Stealth-Computerspiel enthält und in der Egoperspektive gespielt wird. Die Spielwelt wird durch eine Prozedurale Synthese generiert und die Sicht ist an die Medikation angepasst. Um schneller voranzukommen, ist es dem Spieler möglich, auf Schnellreisen zurückzugreifen. Gespielt werden kann dabei in Schwierigkeitsstufen, die sich an dem Geschick und Können des Spielers orientieren. Ebenfalls haben die unterschiedlichen Charaktere auch verschiedene Spielstile.

### Spielverlauf
Im Verlaufe des Spiels sammelt der Spieler Zutaten und Rezepte, die zur Herstellung (Crafting) von Heilgegenständen, Hilfsmitteln, Waffen oder ähnlichem verwendet werden können. Ebenso kann der Spieler Erfahrungspunkte sammeln, um die Fähigkeiten seines Charakters zu verbessern, die durch einen Skill-Baum dargestellt werden.
Des Weiteren muss der Spieler die Bedürfnisse nach Schlaf, Hunger und Durst der Spielfigur befriedigen, die sich auch auf das Spielgeschehen auswirken. Um nicht aufzufallen, muss der Spieler darauf achten, seine Pillen zu nehmen und sich nicht zu auffällig durch zum Beispiel zu schnelles Gehen oder die äußere Erscheinung zu verhalten.
Die Pille sorgt dafür, dass die Spielfigur alles fröhlich und bunt wahrnimmt, aber auch an Nebenwirkungen leidet und, wenn sie abgesetzt wird, alles düster sieht, mit Entzugserscheinungen zu kämpfen hat und von den Bewohnern als Feind klassifiziert wird. Gespielt werden kann mit Checkpoints oder Permadeath-System.

## Entwicklung und Veröffentlichung

### Konzeption
Die Entwickler gaben an, sich auf die Geschichte zu fokussieren und das Gameplay mit einem Gefühl von Paranoia zu unterstreichen sowie den Spieler durch folgenhabende Entscheidungen, die getroffen werden müssen, seine Moral und Denken kritisch hinterfragen zu lassen. Das Spiel ist dabei inspiriert von der britischen Kultur aus dem 20. Jahrhundert, mit Werken wie Brazil, 1984 und Schöne neue Welt, die sich als Schein-Utopien entpuppen und den Themen eines Überwachungsstaats widmen. Der Titel des Spiels stammt aus der St.-Crispins-Tag-Rede von William Shakespeare:

„And Crispin Crispian shall ne’er go by,
From this day to the ending of the world,
But we in it shall be rememberèd—
We few, we happy few, we band of brothers“

— William Shakespeare, Henry V.

#### Utopie und Überwachungsstaat
Kritisch werden unter anderem die Themen (staatlich verordneter) Drogenkonsum, Zensur, Filterblasen, Überwachungsstaat, Propaganda, Verschweigen und Ausblenden, Mitläuferschaft und Massenmanipulation durch Fake News behandelt. Heise online zieht eine Parallele zur Gegenwart und sagt, dass sich auch dort große Teile der Gesellschaft wie die maskierten Clowns aus dem Spiel nicht auf Fakten verlassen und stattdessen lieber von Populisten manipuliert werden, und Spiegel Online betont außerdem die Aktualität in Zeiten von Social Media und Beeinflussung durch Massenmedien. Verglichen wird das Spiel mit Werken wie Brazil, 1984, V wie Vendetta, A Clockwork Orange, Nummer 6 und Schöne neue Welt, die sich ebenfalls Schein-Utopien widmen.

#### Pharmaindustrie
Ebenfalls wird der Umgang mit psychischen Erkrankungen wie der Depression kritisiert und die Pharmaindustrie mit Medikamenten wie dem Antidepressivum, die die Persönlichkeit eines Menschen beeinflussen können und ihn somit wie einen drogenzugepumpten Zombie mit einer aufgesetzten Maske erscheinen lassen. Aufgrund von Druck der Gesellschaft und der einhergehenden Ausschließung und Stigmatisierung bei nicht gesellschaftskonformem Verhalten sind Betroffene daher oft gezwungen, solche Medikamente zu nehmen und sich deren Wirkung hinzugeben und hinter der Maske zu verbergen. Darstellungen darüber werden in den Medien und der Gesellschaft oft verschwiegen oder bewusst vermieden.

### Ankündigung und Entwicklung
Angekündigt wurde das Spiel erstmals am 13. März 2015 von Compulsion Games, die bereits zuvor das Spiel Contrast entwickelt haben. Die Entwicklung begann 2015, nachdem in einer Kickstarter-Kampagne bis zum 4. Juli 2015 genügend Geld gesammelt wurde. Geplant waren 250 Tausend kanadische Dollar und eingenommen wurden über 330 Tausend, was dazu führte, dass auch noch weitere Dinge wie Crafting und ein Sandbox-Modus umgesetzt werden sollten. Auf der Gamescom 2015 wurde das Spiel von Microsoft für die Xbox One präsentiert und später ebenfalls auf der Electronic Entertainment Expo.
Eigentlich sollte das Spiel bereits als vollwertige Version im April 2018 erscheinen, im Januar des Jahres wurde allerdings angekündigt, dass sich die Veröffentlichung in den Sommer verschieben wird. Seit August 2017 wird das Entwickler-Studio auch von Gearbox Software unterstützt, um das Team und Spiel zu erweitern und für die Konsolen tauglich zu machen. Durch die Vorabveröffentlichung einer Vorabversion (Early Access) fanden die Entwickler heraus, dass den Spielern die Erzählung wichtiger als der Survival-Aspekt im Spiel ist und passten das Spiel dementsprechend an. Entwickelt wird mit der Unreal Engine 4.
Das Spiel wurde in mehrere Sprachen lokalisiert; unter anderem ins Französische, Italienische, Spanische, Japanische, Portugiesische, Russische und Chinesische.

### Veröffentlichung
Die Early-Access-Version des Spiels ließ sich erstmals am 27. Juli 2016 spielen. Am 10. August 2018 erschien das Spiel als vollwertige Version für Microsoft Windows, PlayStation 4 und Xbox One. Der Sandbox-Modus soll kostenlos nachgeliefert werden und es wurden drei Downloadable-Content-Pakete (DLCs) angekündigt.

### Verbot in Australien
In Australien wurde das Spiel von der Refused Classification des Australian Classification Board unter anderem wegen des Drogenkonsums ausgeschlossen und erhielt somit keine Altersfreigabe, was bedeutete, dass das Spiel als verboten galt und nicht verkauft, importiert oder beworben werden durfte. Der Entwickler setzte sich daraufhin mit dem Behörden auseinander und versprach eine Geld-zurück-Garantie, falls das Verbot bleibt. Im Juli 2018 wurde das Spiel allerdings doch freigegeben, da die Drogen eine künstlerische Bedeutung haben, und mit dem Vermerk „Fantasy-Gewalt und interaktiver Drogenkonsum“ versehen.

### Adaptionen
Im März 2017 kündigte Gold Circle Films Pläne an, das Spiel in Zusammenarbeit mit Compulsion Games und dj2 Entertainment auch in Form eines Spielfilms umzusetzen. Am 27. November 2018 veröffentlicht Dark Horse Comics ein 192-seitiges Buch mit dem Titel The Art of We Happy Few.

## Rezeption
We Happy Few erhielt gemischte Bewertungen. Die Rezensionsdatenbank Metacritic aggregiert 51 Rezensionen zu einem Mittelwert von 63. Gelobt wurden dabei das eigentliche Thema und Setting, welches zum Nachdenken anregen soll und den Spieler durch seine Interaktionsmöglichkeiten vor moralische und emotionale Entscheidungen stellt, die dramatische Story, die satirischen, psychedelischen und verrückten Anspielungen und Untermalungen, sowie die einzelnen Charaktere mit ihren unterschiedlichen Facetten und Hintergründen und die dazugehörigen zahlreichen Nebenquests. Gelobt wird auch die bunte und detailreiche Comicgrafik, die Soundkulisse und große Spielwelt mit einer Swinging-Sixties- und Retro-Futurismus-Atmosphäre mit düsterem Unterton und die vielen Items, die sich dort verwenden und herstellen lassen. Der schräge Humor wird auch mit Monty Python verglichen. Das Kampfsystem und Crafting-System ist einfach gehalten.
Neben diesen weitgehend positiven eher narrativen Aspekten wurden allerdings einige Aspekte der Spielmechanik und Technik bemängelt. Hierzu gehören unter anderem die manchmal fehlende Grafik-Power und Spielwelt- sowie Problemlösungs-Freiheit, die teilweise dumm wirkende künstliche Intelligenz der Nicht-Spieler-Charaktere, die nicht ausgewogene Loot-Verteilung und das damit einhergehende ermüdende Farming, redundante und banale Nebenmissionen sowie technische Fehler zum Beispiel bei der Bildrate, Clipping und Kollisionsabfrage.
Parallelen im Artdesign werden außerdem zu BioShock, Dishonored: Die Maske des Zorns, No One Lives Forever, Half-Life, Fallout, Doctor Who und Austin Powers gezogen.